# Diecezja Phan Thiết
```

```

Diecezja Phan Thiết – diecezja rzymskokatolicka w Wietnamie. Powstała w 1975 z terenu diecezji Nha Trang.

## Lista biskupów
- Paul Nguyễn Văn Hòa (1975)
- Nicolas Huỳnh Văn Nghi (1979-2005)
- Paul Nguyễn Thanh Hoan (2005-2009)
- Joseph Vũ Duy Thống (2009-2017)
- Joseph Đỗ Mạnh Hùng (od 2019)